# Rubus andegavensis
Rubus andegavensis är en rosväxtart som beskrevs av Georges Bouvet. Rubus andegavensis ingår i släktet rubusar, och familjen rosväxter. Inga underarter finns listade i Catalogue of Life.